# Bilans (rachunkowość)
Bilans (łac. bilanx '(waga) o dwóch szalach (talerzach)' od bi- 'podwójny' i lanx dop. lancis 'misa; szala') – zestawienie aktywów i pasywów jednostki sporządzane na początek (bilans otwarcia) i koniec (bilans zamknięcia) okresu sprawozdawczego (obrachunkowego) w organizacjach prowadzących księgowość według zasad tzw. pełnej rachunkowości. Należy do obowiązkowych elementów sprawozdania finansowego.
Bilans sporządza się zarówno na początek, jak i na koniec okresu sprawozdawczego. Bilans otwarcia przedstawia salda początkowe kont księgowych na pierwszy dzień roku obrotowego, natomiast bilans zamknięcia odzwierciedla salda końcowe na ostatni dzień tego roku. Salda te wynikają z połączenia danych początkowych z operacjami gospodarczymi zaistniałymi w ciągu roku obrotowego, wpływającymi na wynik finansowy jednostki. 
Bilans stanowi fotografię składników majątkowych przedsiębiorstwa i źródeł ich finansowania w określonym momencie. Jest obowiązkowym elementem sprawozdania finansowego i informuje o zasobach kontrolowanych przez jednostkę oraz sposobach ich pozyskania (zobowiązaniach i kapitałach własnych).
Bilans stanowi zestawienie sald kont księgowych uporządkowanych zgodnie z wymogami ustawy o rachunkowości, w podziale na sekcje odpowiadające poszczególnym składnikom majątku i źródłom jego finansowania. Bilans to informacja dla przedsiębiorcy, udziałówców i akcjonariuszy, kontrahentów, urzędu skarbowego, ZUS, GUS, banków, leasingodawców i innych podmiotów zainteresowanych oceną kondycji ekonomicznej danego przedsiębiorstwa. 
W międzynarodowych standardach rachunkowości (MSR) zamiast określenia „bilans” funkcjonuje nazwa: „sprawozdanie z sytuacji finansowej” (ang. statement of financial position). MSR nie narzucają (w przeciwieństwie do ustawy o rachunkowości) sztywnego nazewnictwa oraz formy prezentacji danych finansowych jednostki w sprawozdaniu finansowym, stąd też np. spółki notowane na Giełdzie Papierów Wartościowych w Warszawie sporządzające sprawozdania finansowe według MSR często stosują takie określenia jak w ustawie o rachunkowości, to jest „bilans” zamiast „sprawozdanie z sytuacji finansowej”.
Jedną z pozycji bilansu jest zysk / strata, wykazywany w drugim obowiązkowym elemencie sprawozdania jakim jest rachunek zysków i strat (rachunek wyników).

## Bilans dla jednostek innych niż banki i zakłady ubezpieczeń
Wzór według załącznika nr 1 Ustawy o rachunkowości:
| Aktywa       | Aktywa                                         | Aktywa                                         | Aktywa                                                                                    | Aktywa |
| ------------ | ---------------------------------------------- | ---------------------------------------------- | ----------------------------------------------------------------------------------------- | --- |
| A.           | Aktywa trwałe                                  | Aktywa trwałe                                  | Aktywa trwałe                                                                             | Aktywa trwałe                                                                                                |
| A.           | I.                                             | Wartości niematerialne i prawne                | Wartości niematerialne i prawne                                                           | Wartości niematerialne i prawne                                                                              |
| A.           | I.                                             | 1.                                             | Koszty zakończonych prac rozwojowych                                                      | Koszty zakończonych prac rozwojowych                                                                         |
| A.           | I.                                             | 2.                                             | Wartość firmy                                                                             | Wartość firmy                                                                                                |
| A.           | I.                                             | 3.                                             | Inne wartości niematerialne i prawne                                                      | Inne wartości niematerialne i prawne                                                                         |
| A.           | I.                                             | 4.                                             | Zaliczki na wartości niematerialne i prawne                                               | Zaliczki na wartości niematerialne i prawne                                                                  |
| A.           | II.                                            | Rzeczowe aktywa trwałe                         | Rzeczowe aktywa trwałe                                                                    | Rzeczowe aktywa trwałe                                                                                       |
| A.           | II.                                            | 1.                                             | Środki trwałe                                                                             | Środki trwałe                                                                                                |
| A.           | II.                                            | 1.                                             | a)                                                                                        | grunty (w tym prawo użytkowania wieczystego gruntu)                                                          |
| A.           | II.                                            | 1.                                             | b)                                                                                        | budynki, lokale i obiekty inżynierii lądowej i wodnej                                                        |
| A.           | II.                                            | 1.                                             | c)                                                                                        | urządzenia techniczne i maszyny                                                                              |
| A.           | II.                                            | 1.                                             | d)                                                                                        | środki transportu                                                                                            |
| A.           | II.                                            | 1.                                             | e)                                                                                        | inne środki trwałe                                                                                           |
| A.           | II.                                            | 2.                                             | Środki trwałe w budowie                                                                   | Środki trwałe w budowie                                                                                      |
| A.           | II.                                            | 3.                                             | Zaliczki na środki trwałe w budowie                                                       | Zaliczki na środki trwałe w budowie                                                                          |
| A.           | III.                                           | Należności długoterminowe                      | Należności długoterminowe                                                                 | Należności długoterminowe                                                                                    |
| A.           | III.                                           | 1.                                             | Od jednostek powiązanych                                                                  | Od jednostek powiązanych                                                                                     |
| A.           | III.                                           | 2.                                             | Od pozostałych jednostek, w których jednostka posiada zaangażowanie w kapitale            | Od pozostałych jednostek, w których jednostka posiada zaangażowanie w kapitale                               |
| A.           | III.                                           | 3.                                             | Od pozostałych jednostek                                                                  | Od pozostałych jednostek                                                                                     |
| A.           | IV.                                            | Inwestycje długoterminowe                      | Inwestycje długoterminowe                                                                 | Inwestycje długoterminowe                                                                                    |
| A.           | IV.                                            | 1.                                             | Nieruchomości                                                                             | Nieruchomości                                                                                                |
| A.           | IV.                                            | 2.                                             | Wartości niematerialne i prawne                                                           | Wartości niematerialne i prawne                                                                              |
| A.           | IV.                                            | 3.                                             | Długoterminowe aktywa finansowe                                                           | Długoterminowe aktywa finansowe                                                                              |
| A.           | IV.                                            | 3.                                             | a)                                                                                        | w jednostkach powiązanych                                                                                    |
| A.           | IV.                                            | 3.                                             | b)                                                                                        | w pozostałych jednostkach, w których jednostka posiada zaangażowanie w kapitale                              |
| A.           | IV.                                            | 3.                                             | c)                                                                                        | w pozostałych jednostkach                                                                                    |
| A.           | IV.                                            | 4.                                             | Inne inwestycje długoterminowe                                                            | Inne inwestycje długoterminowe                                                                               |
| A.           | V.                                             | Długoterminowe rozliczenia międzyokresowe      | Długoterminowe rozliczenia międzyokresowe                                                 | Długoterminowe rozliczenia międzyokresowe                                                                    |
| A.           | V.                                             | 1.                                             | Aktywa z tytułu odroczonego podatku dochodowego                                           | Aktywa z tytułu odroczonego podatku dochodowego                                                              |
| A.           | V.                                             | 2.                                             | Inne rozliczenia międzyokresowe                                                           | Inne rozliczenia międzyokresowe                                                                              |
| B.           | Aktywa obrotowe                                | Aktywa obrotowe                                | Aktywa obrotowe                                                                           | Aktywa obrotowe                                                                                              |
| B.           | I.                                             | Zapasy                                         | Zapasy                                                                                    | Zapasy |
| B.           | I.                                             | 1.                                             | Materiały                                                                                 | Materiały |
| B.           | I.                                             | 2.                                             | Półprodukty i produkty w toku                                                             | Półprodukty i produkty w toku                                                                                |
| B.           | I.                                             | 3.                                             | Produkty gotowe                                                                           | Produkty gotowe                                                                                              |
| B.           | I.                                             | 4.                                             | Towary                                                                                    | Towary |
| B.           | I.                                             | 5.                                             | Zaliczki na dostawy i usługi                                                              | Zaliczki na dostawy i usługi                                                                                 |
| B.           | II.                                            | Należności krótkoterminowe                     | Należności krótkoterminowe                                                                | Należności krótkoterminowe                                                                                   |
| B.           | II.                                            | 1.                                             | Należności od jednostek powiązanych                                                       | Należności od jednostek powiązanych                                                                          |
| B.           | II.                                            | 1.                                             | a)                                                                                        | z tytułu dostaw i usług                                                                                      |
| B.           | II.                                            | 1.                                             | b)                                                                                        | inne |
| B.           | II.                                            | 2.                                             | Należności od pozostałych jednostek, w których jednostka posiada zaangażowanie w kapitale | Należności od pozostałych jednostek, w których jednostka posiada zaangażowanie w kapitale                    |
| B.           | II.                                            | 2.                                             | a)                                                                                        | z tytułu dostaw i usług                                                                                      |
| B.           | II.                                            | 2.                                             | b)                                                                                        | inne |
| B.           | II.                                            | 3.                                             | Należności od pozostałych jednostek                                                       | Należności od pozostałych jednostek                                                                          |
| B.           | II.                                            | 3.                                             | a)                                                                                        | z tytułu dostaw i usług                                                                                      |
| B.           | II.                                            | 3.                                             | b)                                                                                        | z tytułu podatków, dotacji, ceł, ubezpieczeń społecznych i zdrowotnych oraz innych tytułów publicznoprawnych |
| B.           | II.                                            | 3.                                             | c)                                                                                        | inne |
| B.           | II.                                            | 3.                                             | d)                                                                                        | dochodzone na drodze sądowej                                                                                 |
| B.           | III.                                           | Inwestycje krótkoterminowe                     | Inwestycje krótkoterminowe                                                                | Inwestycje krótkoterminowe                                                                                   |
| B.           | III.                                           | 1.                                             | Krótkoterminowe aktywa finansowe                                                          | Krótkoterminowe aktywa finansowe                                                                             |
| B.           | III.                                           | 1.                                             | a)                                                                                        | w jednostkach powiązanych                                                                                    |
| B.           | III.                                           | 1.                                             | b)                                                                                        | w pozostałych jednostkach                                                                                    |
| B.           | III.                                           | 1.                                             | c)                                                                                        | środki pieniężne i inne aktywa pieniężne                                                                     |
| B.           | III.                                           | 2.                                             | Inne inwestycje krótkoterminowe                                                           | Inne inwestycje krótkoterminowe                                                                              |
| B.           | IV.                                            | Krótkoterminowe rozliczenia międzyokresowe     | Krótkoterminowe rozliczenia międzyokresowe                                                | Krótkoterminowe rozliczenia międzyokresowe                                                                   |
| C.           | Należne wpłaty na kapitał (fundusz) podstawowy | Należne wpłaty na kapitał (fundusz) podstawowy | Należne wpłaty na kapitał (fundusz) podstawowy                                            | Należne wpłaty na kapitał (fundusz) podstawowy                                                               |
| D.           | Udziały (akcje) własne                         | Udziały (akcje) własne                         | Udziały (akcje) własne                                                                    | Udziały (akcje) własne                                                                                       |
| Aktywa razem |                                                |                                                |                                                                                           | |

| Pasywa       | Pasywa                                 | Pasywa                                                         | Pasywa                                                                                         | Pasywa                                                                                              |
| ------------ | -------------------------------------- | -------------------------------------------------------------- | ---------------------------------------------------------------------------------------------- | --------------------------------------------------------------------------------------------------- |
| A.           | Kapitał (fundusz) własny               | Kapitał (fundusz) własny                                       | Kapitał (fundusz) własny                                                                       | Kapitał (fundusz) własny                                                                            |
| A.           | I.                                     | Kapitał (fundusz) podstawowy                                   | Kapitał (fundusz) podstawowy                                                                   | Kapitał (fundusz) podstawowy                                                                        |
| A.           | II.                                    | Kapitał (fundusz) zapasowy                                     | Kapitał (fundusz) zapasowy                                                                     | Kapitał (fundusz) zapasowy                                                                          |
| A.           | III.                                   | Kapitał (fundusz) z aktualizacji wyceny                        | Kapitał (fundusz) z aktualizacji wyceny                                                        | Kapitał (fundusz) z aktualizacji wyceny                                                             |
| A.           | IV.                                    | Pozostałe kapitały (fundusze) rezerwowe                        | Pozostałe kapitały (fundusze) rezerwowe                                                        | Pozostałe kapitały (fundusze) rezerwowe                                                             |
| A.           | V.                                     | Zysk (strata) z lat ubiegłych                                  | Zysk (strata) z lat ubiegłych                                                                  | Zysk (strata) z lat ubiegłych                                                                       |
| A.           | VI.                                    | Zysk (strata) netto                                            | Zysk (strata) netto                                                                            | Zysk (strata) netto                                                                                 |
| A.           | VII.                                   | Odpisy z zysku netto w ciągu roku obrotowego (wielkość ujemna) | Odpisy z zysku netto w ciągu roku obrotowego (wielkość ujemna)                                 | Odpisy z zysku netto w ciągu roku obrotowego (wielkość ujemna)                                      |
| B.           | Zobowiązania i rezerwy na zobowiązania | Zobowiązania i rezerwy na zobowiązania                         | Zobowiązania i rezerwy na zobowiązania                                                         | Zobowiązania i rezerwy na zobowiązania                                                              |
| B.           | I.                                     | Rezerwy na zobowiązania                                        | Rezerwy na zobowiązania                                                                        | Rezerwy na zobowiązania                                                                             |
| B.           | I.                                     | 1.                                                             | Rezerwa z tyt. odroczonego podatku dochodowego                                                 | Rezerwa z tyt. odroczonego podatku dochodowego                                                      |
| B.           | I.                                     | 2.                                                             | Rezerwa na świadczenia emerytalne i podobne                                                    | Rezerwa na świadczenia emerytalne i podobne                                                         |
| B.           | I.                                     | 3.                                                             | Pozostałe rezerwy                                                                              | Pozostałe rezerwy                                                                                   |
| B.           | II.                                    | Zobowiązania długoterminowe                                    | Zobowiązania długoterminowe                                                                    | Zobowiązania długoterminowe                                                                         |
| B.           | II.                                    | 1.                                                             | Wobec jednostek powiązanych                                                                    | Wobec jednostek powiązanych                                                                         |
| B.           | II.                                    | 2.                                                             | Wobec pozostałych jednostek, w których jednostka posiada zaangażowanie w kapitale              | Wobec pozostałych jednostek, w których jednostka posiada zaangażowanie w kapitale                   |
| B.           | II.                                    | 3.                                                             | Wobec pozostałych jednostek                                                                    | Wobec pozostałych jednostek                                                                         |
| B.           | II.                                    | 3.                                                             | a)                                                                                             | kredyty i pożyczki                                                                                  |
| B.           | II.                                    | 3.                                                             | b)                                                                                             | z tytułu emisji dłużnych papierów wartościowych                                                     |
| B.           | II.                                    | 3.                                                             | c)                                                                                             | inne zobowiązania finansowe                                                                         |
| B.           | II.                                    | 3.                                                             | d)                                                                                             | zobowiązania wekslowe                                                                               |
| B.           | II.                                    | 3.                                                             | e)                                                                                             | inne                                                                                                |
| B.           | III.                                   | Zobowiązania krótkoterminowe                                   | Zobowiązania krótkoterminowe                                                                   | Zobowiązania krótkoterminowe                                                                        |
| B.           | III.                                   | 1.                                                             | Wobec jednostek powiązanych                                                                    | Wobec jednostek powiązanych                                                                         |
| B.           | III.                                   | 1.                                                             | a)                                                                                             | z tytułu dostaw i usług                                                                             |
| B.           | III.                                   | 1.                                                             | b)                                                                                             | inne                                                                                                |
| B.           | III.                                   | 2.                                                             | Zobowiązania wobec pozostałych jednostek, w których jednostka posiada zaangażowanie w kapitale | Zobowiązania wobec pozostałych jednostek, w których jednostka posiada zaangażowanie w kapitale      |
| B.           | III.                                   | 2.                                                             | a)                                                                                             | z tytułu dostaw i usług                                                                             |
| B.           | III.                                   | 2.                                                             | b)                                                                                             | inne                                                                                                |
| B.           | III.                                   | 3.                                                             | Wobec pozostałych jednostek                                                                    | Wobec pozostałych jednostek                                                                         |
| B.           | III.                                   | 3.                                                             | a)                                                                                             | kredyty i pożyczki                                                                                  |
| B.           | III.                                   | 3.                                                             | b)                                                                                             | z tytułu emisji dłużnych papierów wartościowych                                                     |
| B.           | III.                                   | 3.                                                             | c)                                                                                             | inne zobowiązania finansowe                                                                         |
| B.           | III.                                   | 3.                                                             | d)                                                                                             | z tytułu dostaw i usług                                                                             |
| B.           | III.                                   | 3.                                                             | e)                                                                                             | zaliczki otrzymane na dostawy i usługi                                                              |
| B.           | III.                                   | 3.                                                             | f)                                                                                             | zobowiązania wekslowe                                                                               |
| B.           | III.                                   | 3.                                                             | g)                                                                                             | z tytułu podatków, ceł, ubezpieczeń społecznych i zdrowotnych oraz innych tytułów publicznoprawnych |
| B.           | III.                                   | 3.                                                             | h)                                                                                             | z tytułu wynagrodzeń                                                                                |
| B.           | III.                                   | 3.                                                             | i)                                                                                             | inne                                                                                                |
| B.           | III.                                   | 3.                                                             | Fundusze specjalne                                                                             | Fundusze specjalne                                                                                  |
| B.           | IV.                                    | Rozliczenia międzyokresowe                                     | Rozliczenia międzyokresowe                                                                     | Rozliczenia międzyokresowe                                                                          |
| B.           | IV.                                    | 1.                                                             | Ujemna wartość firmy                                                                           | Ujemna wartość firmy                                                                                |
| B.           | IV.                                    | 2.                                                             | Inne rozliczenia międzyokresowe                                                                | Inne rozliczenia międzyokresowe                                                                     |
| Pasywa razem |                                        |                                                                |                                                                                                | |

## Cechy bilansu
Bilans jednostki gospodarczej powinien posiadać następujące cechy:
- zupełność,
- rzetelność,
- sprawdzalność,
- ciągłość,
- przejrzystość.

Zupełność bilansu oznacza, że obejmuje on dane dotyczące zdarzeń gospodarczych, które wystąpiły w danym okresie. Rzetelność, to prezentacja składników zgodnie ze stanem rzeczywistym co do ich rodzaju i wartości. Sprawdzalność, to możliwość porównania pozycji bilansu ze źródłami z których pochodzą pod względem kompletności i poprawności. Zasada ciągłości oznacza, że bilans zamknięcia jednego okresu jest bilansem otwarcia następnego okresu. Przejrzystość bilansu jest zachowana, gdy bilans przyjmuje odpowiednią formę prezentacji, pozycje są grupowane według treści ekonomicznej, ich ujęcie umożliwia analizę stanu środków i źródeł ich finansowania oraz orientację w sytuacji finansowej.

## Układy bilansu
Zgodnie z IV Dyrektywą Unii Europejskiej bilans może być sporządzony w układzie jednostronnym lub dwustronnym.
W formie dwustronnej składniki majątku (aktywa) są wykazywane oddzielnie od źródeł ich finansowania (kapitału własnego i zobowiązań). W wersji jednostronnej aktywa są przedstawiane na przemian ze źródłami ich finansowania. W układzie jednostronnym uwidacznia się podejście właścicielskie: jest on tak prezentowany, aby dostarczał informację inwestorowi o wartości kapitału równoważonego aktywami netto. Formę dwustronną uznaje się za tradycyjną, jest ona stosowana szerzej niż jednostronna.

## Bilans dla organizacji opartej na wiedzy
Tradycyjny bilans przedsiębiorstwa nie ujawnia wielu kategorii niematerialnych czynników wytwórczych charakterystycznych dla gospodarki opartej na wiedzy. Dlatego zgodnie z zasadami nowego działu rachunkowości finansowej, tj. rachunkowości aktywów kompetencyjnych i kapitału intelektualnego, zaleca się, aby obok tradycyjnego bilansu sporządzać bilans oparty na wiedzy lub bilans pełny. Bilans oparty na wiedzy stanowi logiczne rozwinięcie tradycyjnego bilansu, który został uzupełniony po stronie aktywów o część „Aktywa kompetencyjne” oraz po stronie pasywów o część „Kapitał intelektualny”. Aktywa kompetencyjne składają się z następujących pozycji sprawozdawczych: wiedza, umiejętności, doświadczenie oraz projekty badawcze. Na kapitał intelektualny składa się: kapitał intelektualny przyjęty, kapitał intelektualny wytworzony oraz kapitał doświadczenia. Z kolei bilans pełny dodatkowo zawiera części „Aktywa marketingowe” oraz „Kapitał relacji z otoczeniem”. Wprowadzenie tych kategorii sprawozdawczych nie narusza równowagi bilansowej, ponieważ wartości ekonomiczne prezentowane w nowych pozycjach bilansowych wynikają z dwustronnych zapisów operacji gospodarczych na odpowiadających im kontach księgowych. Bilans oparty na wiedzy oraz bilans pełny stanowią fakultatywny element sprawozdania finansowego, który można dołączać do informacji dodatkowej. Takie uzupełnienie sprawozdania finansowego, choć nie jest obowiązkowe, pozytywnie wpływa na jego cechy jakościowe, tj. istotność, wiarygodność, wierne odzwierciedlenie, przewaga treści nad formą oraz kompletność.